# Fatal Portrait
Fatal Portrait je název debutového alba King Diamonda. Spolu s The Spider 's Lullabye je to jediné album, které není zcela konceptuální, ačkoliv některé skladby na něm tvoří příběh. Je to také jediné album, na kterém není kytarista Andy LaRocque uveden jako autor některé z písní.

## Příběh
Příběh je zakomponován v pěti skladbách (první čtyři a poslední skladba Haunted). Vypravěč v plameni každé svíčky vidí jistou tvář. Tato tvář na něj říká jedno slovo (The Jonah - Jonáš), tak jde do podkroví. Tam najde starou zaprášenou knihu, otevře ji a nahlas pronese jistý rým, aby osvobodil ducha svíčky. Je to duch malého děvčete, Molly. Ta mu poví svůj příběh, jak ji matka zamkla v podkroví a namalovala její portrét. Molly dosáhla, aby její matce portrét připomínal Mollinu bolest, načež ona obraz spálila. Mollin duch se do domu vrací a straší paní Jane (Mollina matka), dokud se nezblázní.

## Seznam skladeb
Autorem všech textů je King Diamond, hudbu složil King Diamond, krom uvedených.
1. „The Candle“ - 6:38
2. „The Jonah“ - 5:15
3. „The Portrait“ - 5:06
4. „Dressed in White“ - 3:09
5. „Charon“ - 4:14 (King Diamond a Michael Denner)
6. „Lurking in the Dark“ - 3:33
7. „Halloween“ - 4:12 (King Diamond a Michael Denner)
8. „Voices From the Past“ - 1:29
9. „Haunted“ - 3:54 (King Diamond a Michael Denner)

### Bonusové skladby na CD
1. „No Presents for Christmas“ - 4:20 (King Diamond a Michael Denner)
2. „The Lake“ - 4:11

## Sestava
- King Diamond – zpěv, kytara ve skladbě "Voices From the Past"
- Michael Denner – kytara
- Andy LaRocque – kytara
- Timi Hansen – baskytara
- Mikkey Dee – bicí